# Capezio
Capezio Ballet Makers Inc., nota semplicemente come Capezio, è un'azienda produttrice di abbigliamento di danza, in particolare calzature, tra le aziende leader del settore fondata nel 1887 da Salvatore Capezio.
Numerosi personaggi dello spettacolo hanno adottato i prodotti dell'azienda, tra cui Fred Astaire, Gene Kelly, Mick Jagger, Liza Minnelli, Madonna, Justin Timberlake, Britney Spears, Katy Perry e Lady Gaga.